# Club Balonmano Nava
Club Balonmano Nava (kurz BM Nava, deutsch: Handballclub Nava) ist ein spanischer Handballverein aus der Gemeinde Nava de la Asunción in der Provinz Segovia. Seine erste Männermannschaft spielte drei Jahre in der Liga ASOBAL. Aus Sponsoringgründen trat der Verein auch als Viveros Herol Balonmano Nava an. 

## Geschichte
Der jetzige Verein wurde im Jahre 1976 gegründet. Bis 2009 spielte man in der Segunda División Nacional, dann gelang der Aufstieg in die Primera División Nacional. Ab 2014 spielte der Verein in Spaniens zweiter Liga, der División de Honor Plata. Im Jahr 2018 wurde man Zweiter, im Jahr 2019 gelang der Aufstieg in die Liga Asobal. Nach der Saison 2021/2022 stieg das Team in die zweite Liga ab, aus der der Verein ein Jahr später wieder in die erste Liga aufstieg.

## Name
Der Sponsorenname des Vereins Viveros Herol stammt von einem Pflanzengroßhändler aus Nava de la Asunción.

## Spieler
Beim Verein spielten auch Dmytro Horiha, Agustín Casado und Oleg Kisselev.

## Trainer
Trainer der ersten Männer-Mannschaft war von 2020 bis 2022 Francisco Javier Equisoain. Sein Vorgänger war von 2017 bis 2020 Daniel Gordo.